# Manoel dos Reis de Farias
Manoel dos Reis de Farias (* 23. April 1946 in Orobó, Pernambuco, Brasilien) ist ein brasilianischer Geistlicher und emeritierter römisch-katholischer Bischof von Petrolina.

## Leben
Manoel dos Reis de Farias empfing am 6. Januar 1983 die Priesterweihe.
Papst Johannes Paul II. ernannte ihn am 8. August 2001 zum Bischof von Patos. Die Bischofsweihe spendete ihm der Bischof von Nazaré, Jorge Tobias de Freitas, am 10. November desselben Jahres; Mitkonsekratoren waren Gerardo de Andrade Ponte, emeritierter Bischof von Patos, und Jaime Mota de Farias, Bischof von Alagoinhas. Als Wahlspruch wählte er Servir na unidade. Die feierliche Amtseinführung (Inthronisation) fand am 1. Dezember desselben Jahres statt.
Papst Benedikt XVI. ernannte ihn am 27. Juli 2011 zum Bischof von Petrolina.
Am 12. Juli 2017 nahm Papst Franziskus seinen vorzeitigen Rücktritt an.